# Edraianthus
Edraianthus (campanula de las rocas o campanula de las hierbas) es un pequeño género de plantas con flores perteneciente a la familia Campanulaceae. Edraianthus son especies nativas de las montañas de los Balcanes, incluyendo Croacia, Bosnia y Serbia, llegando hasta Rumanía, Italia y Grecia.  Comprende 33 especies descritas y de estas, solo 16 aceptadas.

## Descripción
Son pequeñas plantas perennes de montaña, con hojas herbáceas y bellas flores acampanadas, usualmente de color azul. A menudos se usan como planta ornamental en jardines rocosos. 

## Taxonomía
El género fue descrito por (A.DC.) A.DC. y publicado en Plantarum vascularium genera secundum ordines ... 2: 149. 1839. La especie tipo es: Edraianthus graminifolius

## Especies seleccionadas
- Edraianthus dalmaticus
- Edraianthus dinaricus
- Edraianthus graminifolius
- Edraianthus owerinianus
- Edraianthus pumilio
- Edraianthus serbicus
- Edraianthus serpyllifolius
- Edraianthus tenuifolius

Diez especies del género Edraianthus son a menudo incluidas en el género Wahlenbergia. Otras especies de Edraianthus son emplazadas en Muehlbergella, Halacsyella o Hedraeanthus por algunos botánicos. Campanula parnassica  es algunas veces clasificada como Edraianthus parnassica.